# Bainville-sur-Madon
Bainville-sur-Madon település Franciaországban, Meurthe-et-Moselle megyében. Lakosainak száma 1443 fő (2022. január 1.). Bainville-sur-Madon Frolois, Maizières, Méréville, Pont-Saint-Vincent és Xeuilley községekkel határos.

## Népesség
A település népességének változása:
| Lakosok száma | 677  | 906  | 1051 | 1415 | 1385 | 1399 | 1396 | 1427 | 1442 | 1443 |
|               | 1968 | 1982 | 1990 | 2006 | 2013 | 2015 | 2017 | 2019 | 2020 | 2022 |